# 재일본한국인연합회
재일본한국인연합회(在日本韓國人聯合會, 일본어: 在日本韓国人連合会)는 1980년대 이후로 일본에 정착하기 시작한 신정주자(new comer) 들이 주축으로 결성된 일본내 전국조직. 본부사무소는 도쿄도 신주쿠구 신오쿠보에 위치하고 있다. 약칭하여, '한인회'(韓人會)로도 불린다.

## 역사
- 1980년대말 한국에서 해외여행 자유화이후 한국인들의 일본입국이 늘기 시작함
- 2000년 9월 도쿄 신주쿠 오쿠보의 도쿄코리아타운 한국상점 유지들을 중심으로 '재일한국인을 생각하는 모임'이 생겨남
- 2001년 1월 17일 '한인회 준비위원회' 조직
- 2001년 5월 20일 '재일본한국인연합회' 결성
  - 초대회장: 김희석(金熙錫)
  - 제2대회장: 김희석(金熙錫)
  - 제3대회장: 조옥제(趙玉済)
  - 제4대회장: 조옥제(趙玉済)
  - 제5대회장: 박재세(朴栽世)
  - 제6대회장: 백영선(白永善)
  - 제7대회장: 이옥순(李玉順)
  - 제8대회장: 구철(具哲)
  - 제9대회장: 구철(具哲)

## 현조직(제9대)
- 회장: 구철(具哲)
- 사무총장: 정용수(鄭鏞秀)

- 이사장 : 김재욱(金宰郁)

## 개요 & 현황
- 회원구성은 주로 도쿄 도, 가나가와현, 사이타마현, 치바현,야마나시현등의 동일본(東日本)에 거주하는 전후에 정착한 뉴커머 한국인들로 구성되어있다.
- 재일본 한국인 연합회의 산하단체로서 신주쿠 한인발전위원회가 2009년 4월에 발족 되었고 이곳에서는 주로 도쿄 신주쿠, 오쿠보의 주변의 한인상권 활성화 및 주변 미화활동,교민들에 대한 각종 계몽활동을 중심으로 코리언타운 조성을 위한 활동을 하고 있다.
- 일본내 전국조직이지만, 아직 지방지부가 설립되지 않았고, 민단과 조총련과는 달리 산하 금융기관이나 교육기관은 아직 설립하지 못했다.
- 회원의 대부분은 1980년 이후에 일본에 이주해온 뉴커머가 중심으로 이사진의 대부분은 기업의 경영자들로 구성되어있다.

## 제7대 주요사업 및 연혁
- 2013년 8월 한인회 임시 정기총회 및 제7대 회장 취임 리셉션 개최한인회 제68주년 광복절 기념행사 참가, 재일본중부한국인연합회 워크샵 참가

- 2013년 9월 정기 클린활동 실시, 관서한인회 정기총회 참석

- 2013년 11월 제18회 재일본한국인연합회 장학 챠리티 골프대회, 한일 의원연맹 방문

- 2013년 12월 동경 상공회의소 송년회, 재외동포재단 이사장 방일, 홍동호 경제공사 방문, 한인회 12월 월례회의 및 송년회, 세계한인무역협회 동경지회 (OKTA) 송년회, 후쿠시마 가설주택 주민 식사 초대

- 2014년 1월 주일 한국대사관 신년 인사회 참석, 1월 클린활동 실시, 재일본대한민국민단중앙본부 신년회 참석, 재일한국농식품연합회 신구이사장단 이취임식 참석, 재일본한국인연합회 신년회 개최, 대사관 k move 민간협의회 참가, 동경한국상공회의소 신춘명함교환회 참가, 카나가와현 한인회 신년회 참가

- 2014년 2월 재일 세계한인상공인연합회 신년회 참가, 동경한국학교 졸업식 참가, 신오오쿠보 영화제 발족식 참가

- 2014년 3월 중앙민단 3.1절 기념식 참석, 이병기 대사님․김용길 총영사님 클린활동 참가, 제6회 한인회 워크샵 개최

- 2014년 4월 재일한국인귀금속협회 포장마차 축제 방문. 한인회산하 신주쿠한인발전위원회 4월 클린활동 실시, 동경한국학교 개교60주년 기념행사 참석, 동경한국상공회의소 정기총회 참석, 청년일본지출지원 TF참석, 세월호희생자 분향소방문 추도

- 2014년 5월 신오쿠보상점가진흥회 정기총회 참석, 제13차 정기총회 개최

- 2014년 6월 재일본한국인연합회와 동경한국상공회의소. 상해한국상회와자매결연 체결, 중앙민단 워크숍 참가, 제13차 이사회 정기총회 개최, 제1회 글로벌한인리더육성 K-MOVE스쿨 개최

- 2014년 7월 동경한국상공회의소와 공동주최로 미얀마투자설명회 개최, 클린활동 7월부터는CJ재팬도 함께 참가하게 됨

- 2014년 8월 주일특파원 초청간담회 개최, 제1회 만남콘서트(중앙민단 오공태 단장님:재일코리안의 역사와 미래), 제69회 광복절 기념식전 참가

- 2014년 9월 클린활동 실시, 유흥수 주일대사님 취임 환영회 참가, 한일축제한마당 집행위원회, 기자발표회 참가, 한일축제한마당 한식품부스운영

- 2014년 10월 국경일 리셉션 참가, 재일한국인귀금속협회 골프대회 참가, 신쥬쿠 오오쿠보 마츠리 퍼레이드 참가, 일한친선협회 동경민단 골프대회 참가, 제19회 재일본한국인연합회 챠리티 골프콤페 개최, 한국기업연합회 골프대회 참가

- 2014년 11월 클린활동 실시. 유흥수 대사님 김용길 총영사님 참가후 간담회 개최, 재일한국상공회의소 50주년 기념행사 참가, 중앙민단주최 시민공개강좌 참가

- 2014년 12월 동경한국상공회의소 골프대회 참가, 재일한국경제인대회 참석, 제1회 재일한인청년포럼 개최, 제1회 전일본 한국어스피치대회 개최, 클린활동 실시, 동경한국상공회의소 송년회 참석, 재외동포재단 조규형 이사장님과 간담회 개최, 옥타 동경지회 송년회 참석, 제1회 재일한인사회 미래혁신포럼 개최, 한인회 송년회 개최, 중앙민단주최 헤이토스피치근절 심포지움 참가, 부경대학교와 MOU체결

- 2015년 1월 주일대사관 신년회 참가, 한국기업연합회 신년회 참가, 동경민단중앙민단 합동 신년회 참가, 재일본한국인연합회 신년회 개최, 동경한국상공회의소 신년회 참가, 신주쿠상공회 신년회 참가, 한인타운 로고공모전 실시, 옥타 동경지회 신년회 참가, 신주쿠민단 신년회 참가, 김용길 총영사 발로 뛰는 영사상 상패 전달식, 동포재단지원금관련 설명회 참가

- 2015년 2월 동경일한친선협회 신년회 참가, 박원순 서울시장 강연회 참가, 재일한인상공인연합회 신년회 참가, 동경한국학교 졸업식 참석, 전남도민회 신년회 참가, 가나가와한인회 신년회 참가, 외교부 이명렬 재외동포영사국장과 오찬간담회 개최, 홍동호 경제공사 및 재일단체장과의 오찬간담회 참석, 한일청소년무용교류회 참가, 한인타운 로고공모전 시상식

- 2015년 3월 FOODEX JAPAN2015 참가, 일한교류마츠리 실행위원회의 참가, 한창우 철재단 증서수여식 참가, 한일수교50주년기념 백건우 피아노리사이틀 참석, 마음의 집 동경양로원 착공기념행사 참가, 서울아카데미 개교10주년행사 참가, 동경한국학교졸업식, 회칙개정위원회 구성(위원장 이기진 감사), 신주쿠다문화공생연락회 회원회의

- 2015년 4월 재외국민선거 개선 방안을 위한 간담회, 일한월드센타 개관식, 제1회 재일영호남향우회 자선골프대회 주관, 제1회한골련정기골프대회 주관, 동경한국학교 입학식, 제14차 정기총회 준비위원회 구성(위원장 김운천 부회장), 신주쿠 다문화공생 네트워크 발족식, KCON 2015 JAPAN F&B 운영

## 같이 보기
- 신오쿠보 코리아타운
- 재일본대한민국민단(민단)
- 신화교(일본 내 중국인 뉴커머)